# Cittadinanza barbadiana
La cittadinanza barbadiana (Barbados Citizenship Act) è regolata dalla legge nazionale del 1966.